# Saadia Himi
Saadia Himi (Nijmegen, 8 februari 1984) is een Nederlandse Miss en model. 
Himi won op 26 maart 2004 de Miss Netherlands Earth 2004 verkiezing en nam namens Nederland in oktober 2004 deel aan de Miss Earth-verkiezing die plaatsvond in Quezon City op de Filipijnen.
In november 2011 vertegenwoordigde Himi Nederland bij de Miss All Nations verkiezing in China waar ze de top 8 haalde.